# Tryvannstårnet
Tryvannstårnet er et 118 meter højt fjernsynstårn i Oslo. Tårnet er bygget 529 meter over havet nær Tryvann. Det blev bygget i 1962 for at sende radio- og tv-signaler til omformere i hele Norge. Efter at udsendelsen af FM-signaler ophørte i 2017 har det imidlertid ikke længere har nogen praktisk funktion. Tårnet ejes af Oslo kommune men blev drevet af det Telenor-ejede Norkring indtil 2017.
60 meter oppe i tårnet er der en udsigtsplatform, hvorfra man i klart vejr kan se helt til Sverige i øst og til Gaustatoppen i Telemark i vest, ca. 120 km væk. Udsigtsplatformen var tidligere et populært turistmål, men den blev lukket i 2005 på grund af nye regler for brandsikkerhed, der ville medføre en større investering. Desuden var besøgstallene stærkt faldende. I 1980'erne og 1990'erne havde tårnet ca. 100.000 besøgende om året, men i det sidste år det var åbent, kom der kun 25.000.

## Historie
Det nuværende tårn er det fjerde i rækken. Det første udsigtstårn blev bygget allerede i 1867 af Thomas Heftye. I 1883 blev tårnet erstattet af et nyt og bedre tårn og samtidig givet som gave til byen. Tårnet blev stående indtil 1923. Først i 1934 blev et tredje og yderligere forbedret tårn bygget. Tårnet var bygget i kraftigt tømmer og var 18,5 meter højt. De tre første tårne var alle bygget i træ og kun ment som udsigtstårne.
I 1923 blev det første radioprogram i Norden udsendt fra en lille sender i nærheden af det nuværende tårn. Det meste af tiden var der tre radiomaster i området, men nu er der kun en. FM-senderne er de sidste tekniske installationer, der er tilbage i tårnet. Efter at slukningen af FM-nettet er blevet gennemført, vil FM-senderne imidlertid blive demonteret, og der vil derefter ikke længere være nogen tekniske installationer i tårnet.
Fra 1963 til 1976 havde Tryvannstårnet sit eget postkontor, der dog kun var åbent fra marts til september.